# Shahrestān-e Kāshān
Shahrestān-e Kāshān (persiska: شهرستان کاشان, کاشان) är en delprovins (shahrestan) i Iran.   Den ligger i provinsen Esfahan, i den centrala delen av landet, 200 km söder om huvudstaden Teheran.
Delprovinsen hade 364 482 invånare 2016.